# Plough Lane (2020)
Die Plough Lane ist ein Fußballstadion im Londoner Stadtteil Wimbledon, Vereinigtes Königreich. Der Fußballclub AFC Wimbledon ist Eigentümer und Betreiber der Anlage im südwestlichen Stadtbezirk Merton. Die neue Plough Lane wurde nicht weit von der alten Plough Lane errichtet, in der der frühere FC Wimbledon von 1912 bis 1991 spielte. Am 16. September 2021 vereinbarte der AFC mit dem Musiklabel Cherry Red Records einen Sponsoringvertrag über drei Jahre und den Namen Cherry Red Records Stadium. Cherry Red Records war schon bis 2020 Namensgeber der alten Spielstätte Kingsmeadow.

## Geschichte
Angesichts der Pläne den FC Wimbledon nach Milton Keynes zu verlegen, wurde von Fans des FC Wimbledon 2002 der AFC Wimbledon gegründet. Oberstes Ziel des Clubs war die Rückkehr an die Plough Lane. Die neue Plough Lane wurde auf dem Grund des 1928 eröffneten Wimbledon Stadium errichtet, dass nur rund 200 bis 300 Meter von der alten Anlage des FC Wimbledon entfernt lag. 2013 tat sich der AFC Wimbledon mit dem Wohnentwicklungsunternehmen Galliard Homes zusammen. Galliard Homes übernahm ein Großteil der Stadionbaukosten. Im Gegenzug wurden in drei Wohnhäusern um die Plough Lane 600 Wohnungen gebaut. Das Stadion für Windhund-, Stockcar- und Speedwayrennen wurde 2017 geschlossen. 2018 wurde das Gelände mit dem Stadion geräumt. Der Neubau wurde so geplant, dass er zunächst rund 9000 Plätze bietet. Bei Bedarf ist ein Ausbau auf 20.000 Plätze möglich.
Von der Gründung bis in das Jahr 2020 trug man die Heimspiele im Kingsmeadow im Bezirk Kingston upon Thames aus. Die ersten Begegnungen der Saison 2020/21 wurden bis zur Fertigstellung an der Loftus Road im Bezirk Hammersmith and Fulham bestritten. 18 Jahre nach der Gründung kam der Club in der Plough Lane an. Der Bau kostete 32 Mio. £. Das Stadion bietet Räumlichkeiten für u. a. Familien-, Hochzeits- und Weihnachtsfeiern sowie Tagungen oder Seminare von 10 bis 400 Gäste.
Am 3. November 2020 konnte der AFC mit der Ligapartie am 11. Spieltag der Saison 2020/21 gegen die Doncaster Rovers das neue Stadion einweihen. Es war die Rückkehr an die Plough Lane nach 29 Jahren, aber aufgrund der COVID-19-Pandemie unter Ausschluss der Öffentlichkeit. Das erste Tor erzielte Joe Pigott. Bis in die Nachspielzeit führte der AFC mit 2:1. In der 90 Min. +1 vermieste James Coppinger mit dem 2:2-Ausgleich die Premiere der Wombles im neuen Stadion. Im März 2021 eröffnete im Stadion ein COVID-19-Impfzentrum des National Health Service.
Ab der Saison 2021/22 waren wieder Zuschauer zugelassen. Das erste Heimspiel am 14. August 2021 gegen die Bolton Wanderers (3:3) sahen 7728 Besucher. Die höchste bisher erzielte Besucherzahl wurde am 16. Oktober 2021 verzeichnet. Die Begegnung des AFC gegen Sheffield Wednesday (2:2) lockte 8224 Zuschauer in das Stadion.
Seit 2022 ist der Rugby-League-Club der London Broncos Mieter der Plough Lane. Am 30. Januar 2022 bestritten die Broncos ihre erste Partie gegen in der Plough Lane gegen die Widnes Vikings und unterlag mit 12:34.
Im Endspiel um den FA WSL Continental Tyres Cup 2021/22 standen sich am 5. März 2022 in der Plough Lane die Manchester City Women und die Chelsea FC Women gegenüber. Mit einem 3:1 vor 8004 Zuschauern gewannen die Frauen von Manchester City den Ligapokal nach 2014, 2016 und 2019 zum vierten Mal.

## Tribünen
- Cappagh Stand – Haupttribüne, West[18]
- Ry Stand – Gegentribüne, Ost[18]
- Cherry Red Records End – Hintertortribüne, Nord, Gästebereich[19]
- South London Movers Stand – Hintertortribüne, Süd[20]

## Galerie

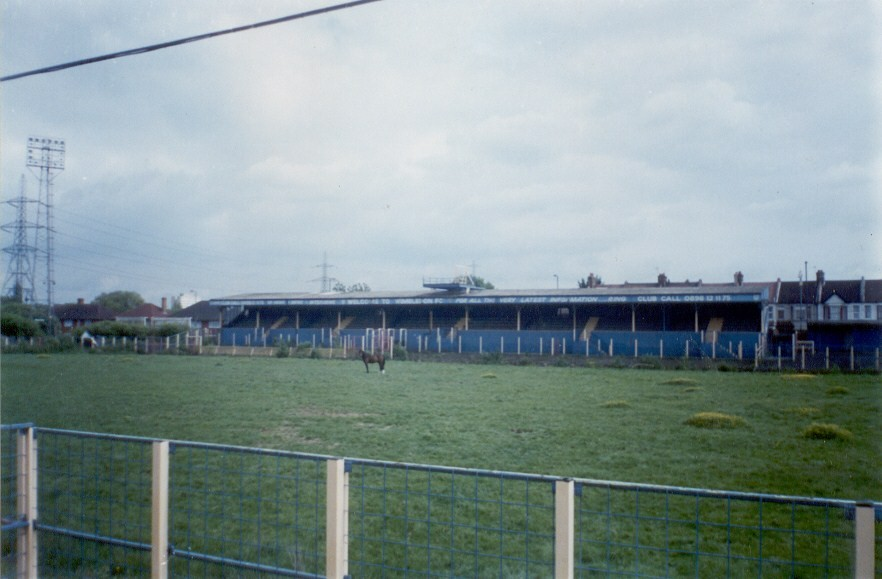
Die verfallene Plough Lane im Jahr 2000
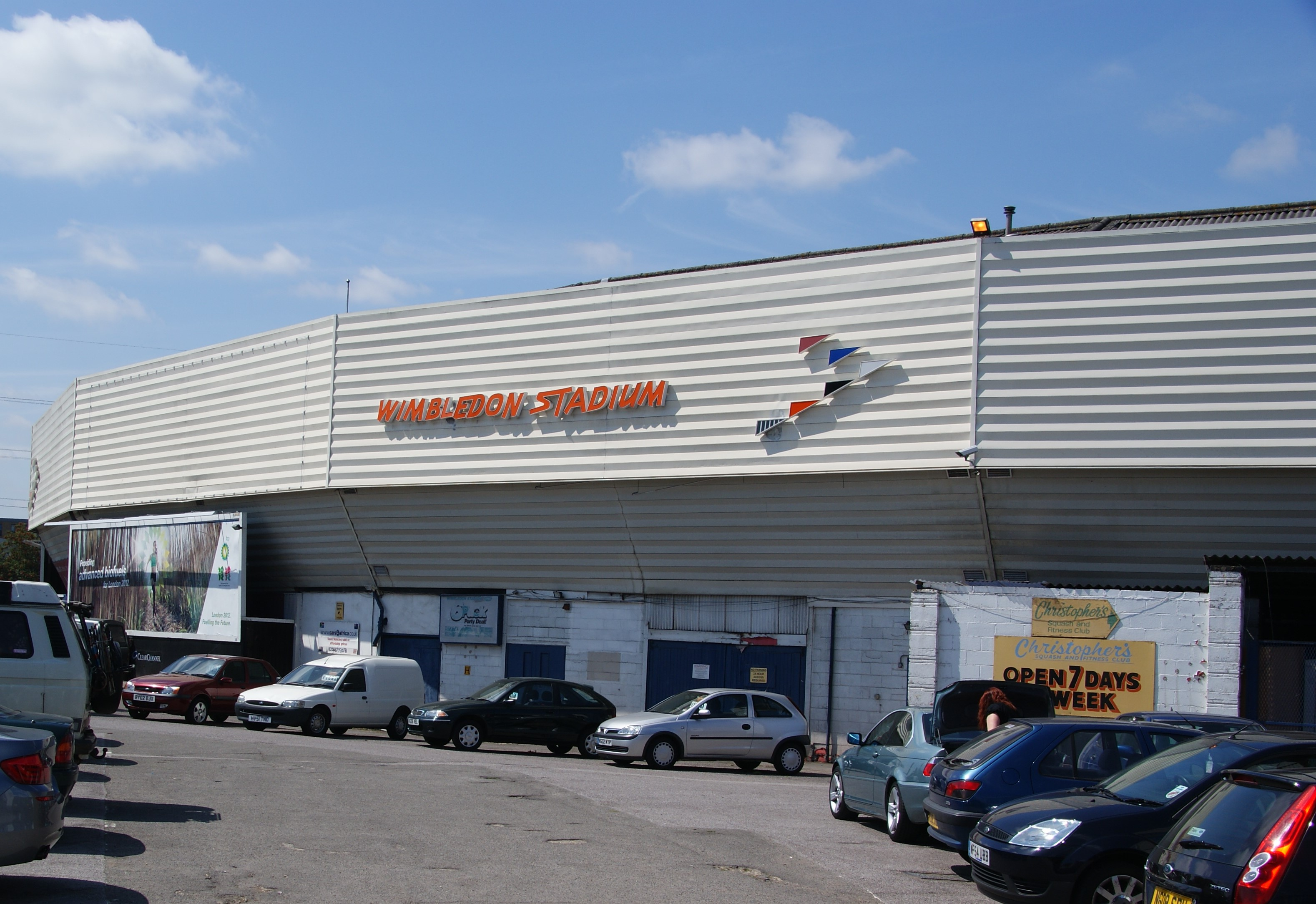
Das Wimbledon Stadium im Juli 2011
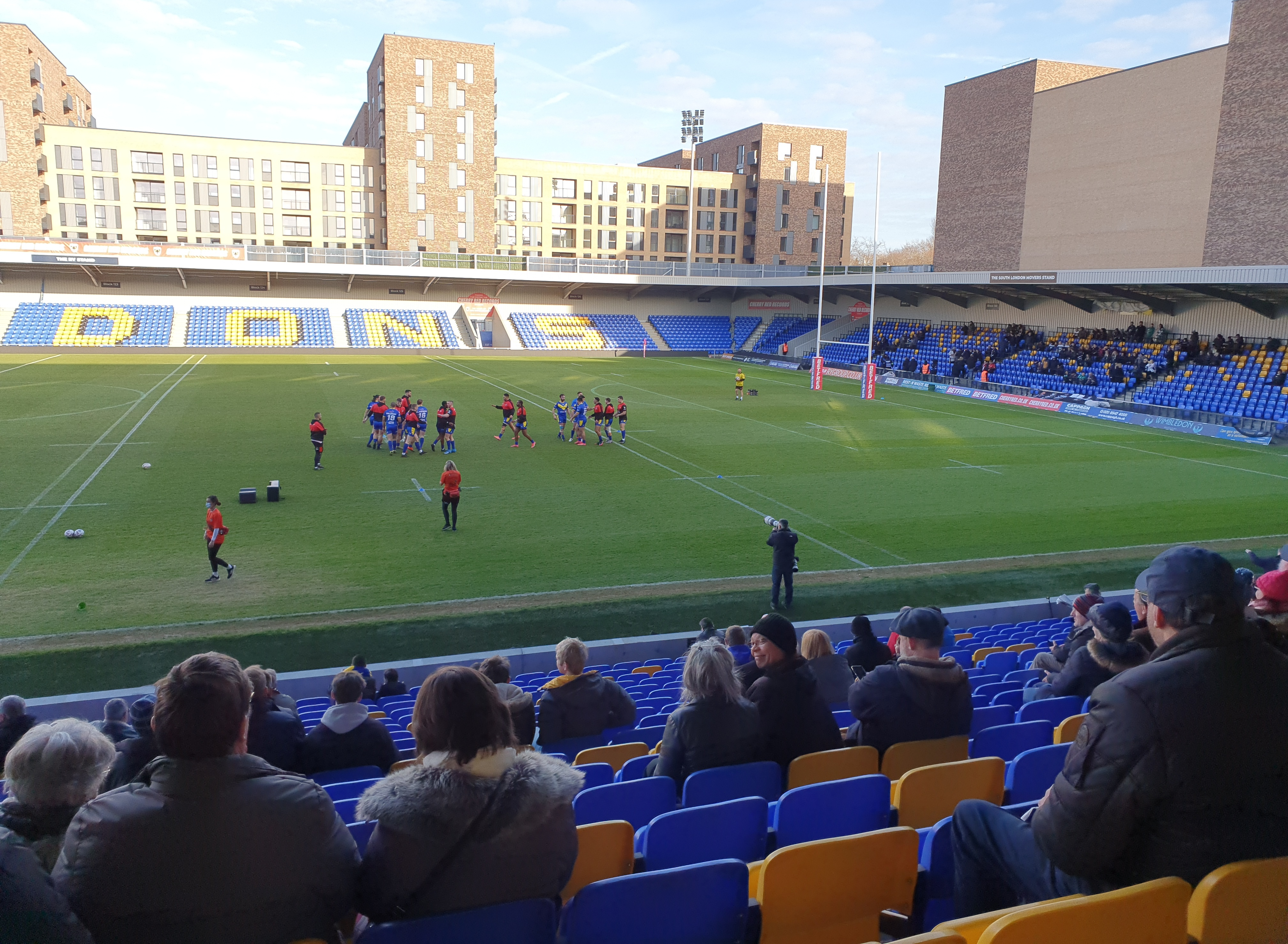
Vor einem Spiel der London Broncos im Januar 2022